# Volleybalclub Packo Zedelgem
De volleybalclub VC Packo Zedelgem is een van de grootste volleybalclubs in West-Vlaanderen. De club, opgericht in 1973, heeft 16 ploegen in het (West-)Vlaamse volleyballandschap.

## Mannen
De club heeft drie herenploegen. Zij spelen in respectievelijk de tweede Nationale, de eerste en de derde promo.

## Vrouwen
De club heeft drie vrouwenploegen. Zij spelen in respectievelijk de eerste, tweede en vierde promo.

## Jeugd
De club heeft tien ploegen in jeugdvolleybal.